# Фьяба
Фьяба (итал. fiaba — сказка) — жанр итальянского театра и драматургии, созданный Карло Гоцци и полемически направленный против бытовой комедии Карло Гольдони и Пьетро Кьяри.
Фьяба представляет собой трагикомическую сказку, в которой сказочный сюжет сочетается с диалектической импровизацией и буффонадой комедии дель арте.
Для фьяб Гоцци характерны контрастные противопоставления добра и зла, смешение архаического литературного языка и повседневного венецианского диалекта.
К известнейшим фьябам Гоцци относятся «Любовь к трём апельсинам» (1761), «Ворон» (1761), «Король-олень» (1762), «Турандот» (1762), «Зелёная птичка» (1765). Успех этих театральных сказок был ошеломляющим. Покорённый талантом Гоцци, Шиллер переделал «Турандот» для сцены Веймарского театра.